# La Petite Fonctionnaire (film, 1912)
Pour les articles homonymes, voir La Petite Fonctionnaire.
Pour plus de détails, voir Fiche technique et Distribution.
La Petite Fonctionnaire est un film muet français réalisé par Georges Denola, sorti en 1912.
Il s'agit de la première adaptation au cinéma de la pièce La Petite Fonctionnaire, comédie en trois actes d'Alfred Capus, représentée pour la première fois au théâtre des Nouveautés, à Paris, le 23 avril 1901. La pièce sera par la suite adaptée en comédie musicale avec une musique d'André Messager et un livret d'Alfred Capus et Xavier Roux, créée au Théâtre Mogador, à Paris, le 14 mai 1921. La pièce donnera lieu à une nouvelle adaptation cinématographique par Roger Goupillières en 1927.

## Fiche technique
- Titre : La Petite Fonctionnaire
- Réalisation : Georges Denola
- Scénario : Georges Denola d'après la pièce d'Alfred Capus (1901)
- Photographie : Pierre Trimbach
- Montage :
- Producteur :
- Société de production : Société cinématographique des auteurs et gens de lettres (S.C.A.G.L)
- Société de distribution :  Pathé Frères
- Pays de production :  France
- Langue : film muet avec les intertitres en français
- Format : Noir et blanc — 35 mm — 1,33:1 — Muet
- Genre : Comédie
- Métrage : 745 mètres
- Durée : 25 minutes
- Date de sortie :
  - France : 15 novembre 1912

## Distribution
- Ambroise Girier : Lebardin
- Charles Lorrain : le vicomte de Lebardin
- Harry Harment : le docteur
- Suzanne Goldstein : Suzanne Borel
- Gabrielle Lange : Mme Lebardin
- Maroussia Destrelle : Mme Herminie Bijeois
- Pauline Carton :

## Autour du film
- Il s'agit du premier rôle au cinéma de Pauline Carton.